# Arugisa aliena
Arugisa aliena är en fjärilsart som beskrevs av Walker 1865. Arugisa aliena ingår i släktet Arugisa och familjen nattflyn. Inga underarter finns listade i Catalogue of Life.